# Joan Aguiló i Pinya
Joan Aguiló i Pinya (* 1860 in Palma; † 1924 in Manacor) war ein spanischer katholischer Pfarrer. Lokale Bedeutung erlangte er insbesondere als autodidaktisch tätiger Archäologe und Schriftsteller.

## Leben
Er wurde 1887 zum Priester geweiht und war als Pfarrer in Manacor auf Mallorca tätig. Nachdem ein Bauer auf dem Landgut Son Peretó zwischen Manacor und San Llorenc im Jahr 1908 ein Bodenmosaik einer frühchristlichen Basilika entdeckt hatte, erwarb Joan Aguiló i Pinya das Gelände und begann ab 1912 mit Ausgrabungen der Basilika von Son Peretó. Im Zuge der Ausgrabungen legte er sich eine Sammlung archäologischer Fundstücke und vor allem von Bodenmosaiken zu.
Darüber hinaus betätigte er sich als Schriftsteller. Er verfasste stark religiös beeinflusste Werke wie L’ángel de Nazaret und eine Biografie der Heiligen Catalina Tomàs.
Nach seinem Tod ging die archäologische Sammlung in den Besitz der Stadt Manacor über und wird heute im Historischen Museum von Manacor ausgestellt.

## Veröffentlichungen (Auswahl)
- Poesies. Palma 1903.
- L’àngel de Nazaret. Felanitx 1910.
- Llibre de la vida de N. S. Jesu Crist. Felanixt 1914.